# English National Ice Hockey League 2012/13
Die Saison 2012/13 war die Austragung der britischen National Ice Hockey League. Diese stellte nach der Elite Ice Hockey League und der English Premier Ice Hockey League neben der Scottish National League die 3. Liga des britischen Eishockeys dar. An ihr nahmen neben den englischen Mannschaften eine schottische und walisische Mannschaften teil.

## Modus und Teilnehmer
Die Mannschaften spielten in regionalen Zonen "North" und "South", die jeweils aus einer ersten und tieferklassigen zweiten Division bestanden.

## North Conference

### Division 1
Der Letzte der Liga – die Trafford Metros – stieg direkt in die Division 2 ab, die zweite Mannschaft der Coventry Blaze konnte sich als Vorletzter in Relegationsspielen den Klassenerhalt sichern, verhinderte den Aufstieg der Deeside Dragons, nahm aber letztlich in der nächsten Saison doch an der Division II teil.
| Platz | Mannschaft         | Spiele | S  | U | N  | Tore    | Punkte |
| ----- | ------------------ | ------ | -- | - | -- | ------- | ------ |
| 1     | Solway Sharks      | 32     | 28 | 3 | 1  | 152: 50 | 59     |
| 2     | Billingham Stars   | 30 2   | 23 | 3 | 4  | 146: 66 | 49     |
| 3     | Sutton Sting       | 30 2   | 15 | 9 | 6  | 121:101 | 39     |
| 4     | Blackburn Hawks    | 31 1   | 16 | 4 | 11 | 123:110 | 36     |
| 5     | Whitley Warriors   | 32     | 10 | 3 | 19 | 106:132 | 23     |
| 6     | Sheffield Spartans | 31 1   | 10 | 1 | 19 | 110:132 | 22     |
| 7     | Telford Titans     | 30 2   | 10 | 4 | 16 | 90:119  | 22 3   |
| 8     | Coventry Blaze II  | 32     | 6  | 5 | 21 | 109:164 | 17     |
| 9     | Trafford Metros    | 30 2   | 3  | 3 | 24 | 75:158  | 9      |

Legende: S–Siege, U–Unentschieden, N–Niederlage
Die geringere Anzahl an Begegnungen resultiert aus Absagen von Spielen aufgrund strengen Winters, die nicht mehr nachgeholt wurden und für die abschließende Platzierung keine wesentliche Bedeutung hatten.
Relegation
Play-Offs

### Division 2
Der Ligameister konnte direkt in die Division 1 aufsteigen, verzichtete aber darauf. Die zweitplatzierte Mannschaft unterlag in zwei Relegationsspielen gegen den Vorletzten der Division 1 um den Aufstieg.
| Platz | Mannschaft         | Spiele | S  | U | N  | Tore    | Punkte |
| ----- | ------------------ | ------ | -- | - | -- | ------- | ------ |
| 1     | Nottingham Lions   | 24     | 19 | 2 | 3  | 173: 54 | 40     |
| 2     | Deeside Dragons    | 24     | 17 | 1 | 9  | 163: 75 | 35     |
| 3     | Solihull Barons    | 24     | 16 | 1 | 7  | 146: 84 | 33     |
| 4     | Sheffield Senators | 24     | 14 | 2 | 8  | 123: 76 | 30     |
| 5     | Hull Stingrays II  | 24     | 9  | 2 | 13 | 94:113  | 20     |
| 6     | Fylde Coast Flyers | 24     | 5  | 0 | 19 | 86:202  | 10     |
| 7     | Blackburn Eagles   | 24     | 0  | 0 | 24 | 33:214  | 0      |

Legende: S–Siege, U–Unentschieden, N–Niederlage

## South Conference

### Division 1
Unter den ersten Acht der Division I wurde in Play-offs ein Ligameister ermittelt. Einen Absteiger gab es nicht.
| Platz | Mannschaft              | Spiele | S  | U | N  | Tore    | Punkte |
| ----- | ----------------------- | ------ | -- | - | -- | ------- | ------ |
| 1     | Chelmsford Chieftains   | 32     | 25 | 2 | 5  | 189: 73 | 52     |
| 2     | Wightlink Raiders       | 32     | 21 | 5 | 6  | 149: 85 | 47     |
| 3     | Romford Raiders         | 32     | 22 | 2 | 8  | 205:115 | 46     |
| 4     | Invicta Dynamos         | 32     | 19 | 1 | 12 | 175:124 | 39     |
| 5     | Cardiff Devils II       | 32     | 15 | 4 | 13 | 160:137 | 34     |
| 6     | Bracknell Hornets       | 32     | 12 | 2 | 18 | 113:149 | 26     |
| 7     | Streatham Redskins      | 32     | 12 | 1 | 19 | 134:188 | 25     |
| 8     | Milton Keynes Thunder   | 32     | 6  | 1 | 25 | 79:180  | 13     |
| 9     | Solent & Gosport Devils | 32     | 3  | 0 | 29 | 88:231  | 6      |

Legende: S–Siege, U–Unentschieden, N–Niederlage
Play-Offs

### Division 2
Der Erstplatzierte der Division 2 hatte die Qualifikation für den Aufstieg in die Division 1 erreicht. Dieser wurde letztlich aber nicht vollzogen.
| Platz | Mannschaft             | Spiele | S  | U | N  | Tore    | Punkte |
| ----- | ---------------------- | ------ | -- | - | -- | ------- | ------ |
| 1     | Oxford City Stars      | 22     | 18 | 1 | 3  | 148: 61 | 37     |
| 2     | Ile de Wight Tigers    | 22     | 15 | 0 | 7  | 135: 90 | 30     |
| 3     | Peterborough Islanders | 22     | 13 | 3 | 6  | 120: 83 | 29     |
| 4     | Bristol Pitbulls       | 22     | 12 | 3 | 7  | 109: 98 | 27     |
| 5     | Romford Fury           | 22     | 11 | 3 | 8  | 85: 81  | 25     |
| 6     | Chelmsford Warriors    | 22     | 10 | 4 | 11 | 86: 96  | 21     |
| 7     | Invicta Mustangs       | 22     | 9  | 3 | 10 | 130:110 | 21     |
| 8     | Basingstoke Buffalo    | 22     | 9  | 3 | 10 | 105:101 | 21     |
| 9     | Cardiff Devils III     | 22     | 9  | 3 | 10 | 92: 99  | 21     |
| 10    | Swindon Wildcats II    | 22     | 6  | 4 | 12 | 90:112  | 16     |
| 11    | Slough Jets II         | 22     | 7  | 2 | 13 | 103:140 | 16     |
| 12    | Lee Valley Lions       | 22     | 0  | 0 | 22 | 61:193  | 0      |

Legende: S–Siege, U–Unentschieden, N–Niederlage